# If I Were Brittania I'd Waive the Rules
Albums de Budgie
Bandolier
(1975) Impeckable
(1978)
If I Were Brittania I'd Waive the Rules est le sixième album studio du groupe de hard rock gallois, Budgie. Il est sorti le 23 avril 1976 sur le label A&M Records et a été produit par le groupe.

## Historique
À la fin de la tournée de promotion de l'album Bandolier, le groupe décide de changer de maison de disque, MCA Records ne permettant pas au groupe de s'imposer plus largement malgré le succès de l'album qui atteignit la 36e place dans les charts britanniques . Le groupe signa pour un autre label américain A&M Records qui devrait ouvrir le marché américain au groupe.
Avec cet album le groupe abandonne son hard rock lourd et puissant et propose un hard rock mâtiné de rock progressif, voir de jazz et de funk. Il est le seul album du groupe où Burke Shelley ne chante pas toutes les chansons, en effet Heavens Knows Our Name est chantée par le guitariste Tony Bourge. Il est aussi le premier album sur lequel intervient un musicien étranger au groupe, Richard Dunn apporte ses claviers à la chanson You're Opening Doors.
Le nom de l'album a été inspiré au groupe par une fan australienne prénommée Jill, qui avait écrite cette phrase dans une de ses lettres destinée au groupe. Cette phrase est un calembour au chant patriotique britannique Rule, Britannia! dans lequel apparaît la phrase « Rule, Britannia! Britannia, rule the waves » (trad.: « Règne Britania, Britania, régis les flots ! ») alors que le titre de l'album s'apparente à « Si j'étais Britannia, j'abandonnerais les règles », Brittania faisant allusion à la Grande-Bretagne.
L'album ne se classa pas dans les charts.

## Liste des titres
- Tous les titres sont signés par Burke Shelley et Tony Bourge

Face 1
1. Anne Neggen - 4:05
2. If I Were Brittania I'd Waive the Rules - 5:53
3. You're Opening Doors - 4:17
4. Quaktors and Bureaucrats - 3:52

Face 2
1. Sky High Percentage - 5:57
2. Heavens Knows Our Name - 3:51
3. Black Velvet Stallion - 8:06

Titres bonus de la réédition 2006
1. You're Opening Doors (version 2006) - 3:38
2. Black Velvet Stallion (version 2006) - 7:56

## Musiciens
Budgie
- Burke Shelley : chant, basse
- Tony Bourge : guitares, chant sur Heavens Knows Our Name
- Steve Williams : batterie, percussions

Musicien additionnel
- Richard Dunn : claviers